# Sir Samuel
Sir Samuel, de son vrai nom Fabien Philetas, né le 3 août 1977 à Sarcelles, dans le Val-d'Oise, est un chanteur de reggae et de RnB, rappeur, compositeur et acteur français. Il est ancien membre du groupe Simple Spirit et  du collectif de rap français Saïan Supa Crew.

## Biographie
Fabien est né en 1977 et a grandi à Sarcelles puis à Montrouge. Ses parents sont originaires de la Martinique et de la Guadeloupe. Son père, guitariste de jazz, lui fait connaître la musique des îles et la chanson française.
Avant le Saïan Supa Crew, il fait partie du groupe Enfants des Iles avec Gyver Hypman, John Steell, Honey Moon, R-O et Racine. En 1997, il croise par hasard un ancien ami, Leeroy Kesiah, qui l'invite dans un studio à Bondy au moment où le collectif Saïan Supa Crew est en train de se former. Il intègre cette nouvelle formation qui connait un vif succès en Europe pendant une dizaine d'années. Il apporte au Saïan Supa Crew le rythme antillais et la douceur de sa voix calme et posée. Au sein du Saïan Supa Crew, il réalise et coécrit le single intitulé Angela, comptant à plus d’un million d’exemplaires vendus. En 2002, X Raisons, le deuxième album du groupe, est couronné aux Victoires de la Musique dans la catégorie « Meilleur album rap/hip-hop de l’année ».
Son premier album solo, dans un style qu'il qualifie lui-même de « reggae hip-hop »[réf. nécessaire], Vizé pli o, est publié en avril 2005, et classé 97e en France. En 2007, après la dissolution du Saïan, il se lance en solo et décide d'explorer une musique plus en profondeur en mêlant hip-hop, musique soul, reggae et chanson française. Il fait la rencontre du musicien Johan Dalgaard qui interviendra sur son nouvel album Gallery. Son deuxième album Gallery est publié le 31 octobre 2011. Il atteint la 97e place des classements français.
En 2012, il participe brièvement au tournage de film Les Kaïra.
En 2024, il retrouve les anciens membres du Saïan Supa Crew, Sly Johnson, Specta et Vicelow pour le projet Saïan Supa Celebration basé sur la discographie du Saïan accompagné de quelques inédits.

## Clips
- 1999 : Y-a-t-il un Père pour Sauver les Rennes ? (avec le Saïan Supa Crew)
- 1999 : Raz-de-Marée (avec le Saïan Supa Crew)
- 2000 : Angela (avec le Saïan Supa Crew)
- 2000 : Y a (avec le Saïan Supa Crew)
- 2001 : La Preuve par 3 (avec le Saïan Supa Crew)
- 2001 : X Raisons (avec le Saïan Supa Crew)
- 2002 : Soldats (avec le Saïan Supa Crew)
- 2002 : A Demi-Nue (avec le Saïan Supa Crew)
- 2005 : Blackadee (réalisé par J.G Biggs)
- 2005 : La Patte (avec le Saïan Supa Crew)
- 2006 : Jacko (avec le Saïan Supa Crew)
- 2011 : Shattaz (feat. Elimane)
- 2011 : Mental Offishall feat. Féfé
- 2011 : Urban Classik
- 2012 : Warrior
- 2012 : Hip-hop Ninja Remix (avec Vicelow)
- 2015 : Ladies (All that She Wants) (feat. When We Were Young)
- 2016 : TbTc feat. Vicelow
- 2023 : Voie Lactée
- 2023 : Voie Lactée Live avec le backing band Waan Heart Band
- 2024 : 1 Fois 2 Trop (avec le Saïan Supa Celebration)
- 2024 : Etranger (avec le Saïan Supa Celebration)